# 伊保島
伊保島（いほじま）は、沖縄本島南部の西にかつて存在した無人島で、仲伊保島（なかいほじま）とも呼ばれていた。1980年（昭和55年）より周囲が埋め立てられ、島は消滅した。

## 地理
沖縄本島南部の西約1キロメートルに位置し、東シナ海に存在した。面積は0.46平方キロメートル、最高標高は5.4メートル、島の長さは750メートル、最大幅は島北部の150メートルで、北西から南東へ弧をなす細長い島であった。沖縄本島南端部の喜屋武岬まで取り巻く礁湖にあり、島の周囲に広がる遠浅の海岸は「珠数潟原（スズカタバル）」と呼ばれていた。埋め立て前の周辺のサンゴ礁に、報得川から運ばれた泥土が堆積し、干潟がつくられた。地質は第四紀完新世の沖積層で、島北部に海岸砂丘が形成され、戦前まではアダンが生えていた。

## 歴史
沖縄県糸満市に属し、大字の「潮平（しおひら）」のうち、小字は「伊保原（いほばる）」であった。伊保島は白い砂州の島であったことから、「シルシナ」と呼ばれ、「イーフ」、「イーユー」、「シノージ」ともいわれた。
個人所有の島であったとされ、戦前は豊見城市与根（よね）の住民が小作し、ダイコンやスイカなどを栽培していた。しかし、戦後は島の砂を採取するために、干潮時にトラックが往来した。沖縄県は不発弾の最終処理を行うまでの一時保管庫として、1973年（昭和48年）度より伊保島の民間火薬庫を使用し、管理を民間に委託した。その際、不発弾を運搬するための道路が建設され、本島と陸続きとなった。その後、火薬類取締法における地上式一級火薬庫が、1983年（昭和58年）5月に嘉手納弾薬庫地区内に完成した。
1980年（昭和55年）から開始された公有水面埋立事業により、島の周囲は埋め立てられた。埋め立て地の面積は約470ヘクタールにおよび、幅約3.5キロメートルのサンゴ礁は、その幅の3分の2が埋め立てられ、消失した。もとの伊保島周辺は西崎町となり、「潮平」の飛地となっていたが、1993年（平成5年）に西崎町5丁目に編入、小字の「伊保原」は廃止され、2011年（平成23年）現在の伊保島が存在した場所は西崎運動公園の西側にあたる。